# گرومن اس-۲ ترکر
گرومن اس-۲ ترکر (به انگلیسی: Grumman S-2 Tracker) یک هواپیمای ساختِ کارخانهٔ گرومن در کشور ایالات متحده آمریکا است. نخستین استفاده‌کنندهٔ این هواپیما نیروی دریایی ایالات متحده آمریکا بوده‌است. این هواپیما برای نخستین بار در ۴ دسامبر ۱۹۵۲ میلادی مورد استفاده قرار گرفت.